# Robin McNamara

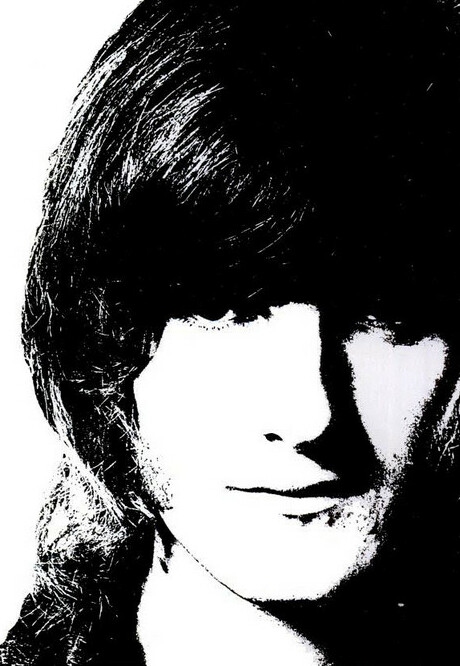
McNamara c. 1970

Robin McNamara (5 de mayo de 1947 - 21 de octubre de 2021) fue un músico, cantante y compositor estadounidense.
McNamara nació en mayo de 1947 en Newton, Massachusetts. En 1963, cuando estaba en décimo grado, formó un grupo de rock and roll con algunos amigos de la escuela; bautizaron a su banda Robin and the Hoods, actuando localmente en el área de Nueva Inglaterra con McNamara como vocalista principal.
A fines de la década de 1960, McNamara se mudó a la ciudad de Nueva York, donde se convirtió en miembro del elenco del musical de Broadway Hair, interpretando el papel principal de Claude de 1969 a 1971. En 1969, le presentaron al compositor y productor discográfico Jeff Barry, quien lo contrató para su sello discográfico Steed.
Junto con el entonces socio compositor de McNamara, Jim Cretecos, escribieron una canción llamada "Lay a Little Lovin' on Me", que McNamara llevó al número 11 en la lista Billboard Hot 100 en el verano de 1970 y al número 6 en Canadá. La canción alcanzó el puesto 49 en Australia en junio de 1970. La falta de más éxito en las listas resultó en que McNamara fuera apodado una maravilla de un solo éxito.
McNamara murió el 21 de octubre de 2021, a la edad de 74 años.